# Eduardo Agüero
Eduardo Gabriel Agüero Ruiz (Barros Blancos, 14 febbraio 2004) è un calciatore uruguaiano, difensore del Montevideo City Torque.

## Carriera
Agüero è cresciuto nel settore giovanile del Montevideo City Torque ed ha debuttato in prima squadra il 21 ottobre 2022 nell'incontro di Primera División perso 2-1 contro il River Plate (M). Ha segnato il suo primo gol il 4 novembre 2023 nell'incontro vinto 2-1 contro il Cerro Largo proprio grazie alla sua rete al nono minuto di recupero del secondo tempo.

## Statistiche

### Presenze e reti nei club
Statistiche aggiornate al 25 maggio 2024.
| Stagione        | Squadra                | Campionato      | Campionato | Campionato | Coppe nazionali | Coppe nazionali | Coppe nazionali | Coppe continentali | Coppe continentali | Coppe continentali | Altre coppe | Altre coppe | Altre coppe | Totale | Totale | Totale |
| Stagione        | Squadra                | Comp            | Pres       | Reti       | Comp            | Pres            | Reti            | Comp               | Pres               | Reti               | Comp        | Pres        | Reti        | Pres   | Reti   |        |
| --------------- | ---------------------- | --------------- | ---------- | ---------- | --------------- | --------------- | --------------- | ------------------ | ------------------ | ------------------ | ----------- | ----------- | ----------- | ------ | ------ | ------ |
| 2022            | Montevideo City Torque | PD              | 1          | 0          |                 | -               | -               | CL                 | 0                  | 0                  |             | -           | -           | 1      | 0      |        |
| 2023            | Montevideo City Torque | PD              | 17         | 1          | CU              | 2               | 0               |                    | -                  | -                  |             | -           | -           | 19     | 1      |        |
| 2024            | Montevideo City Torque | SD              | 2          | 0          | CU              | 0               | 0               |                    | -                  | -                  |             | -           | -           | 2      | 0      |        |
| Totale carriera | Totale carriera        | Totale carriera | 20         | 1          |                 | 2               | 0               |                    | 0                  | 0                  |             | -           | -           | 22     | 1      |        |